# Il talento di Mr. Crocodile
Il talento di Mr. Crocodile (Lyle, Lyle, Crocodile) è un film  del 2022 diretto da Will Speck e Josh Gordon.

## Trama
A New York City, un carismatico mago di nome Hector P. Valenti vuole provare un talent show nazionale, ma viene costantemente rifiutato. Un giorno, dopo un'audizione fallita, si aggira in un negozio di animali esotici e trova un cucciolo di coccodrillo che canta e lo chiama Lyle. Vedendo Lyle come un'opportunità per arricchirsi nel business dei talenti, mette la sua casa vittoriana in arenaria a 3 piani come garanzia per la loro esibizione, ma Lyle si spaventa durante la prima e Hector perde la casa. Quindi è costretto a trasferirsi e con riluttanza lascia Lyle a badare a se stesso mentre va alla ricerca di un modo per fare più soldi.
Diciotto mesi dopo, la famiglia Primms si trasferisce in quella casa. Il figlio Josh inizialmente è terrorizzato all'idea di trasferirsi nella sua nuova casa e fatica a fare amicizia a scuola. Una notte, scopre Lyle, ora completamente cresciuto, che vive in soffitta, e diventano amici quando Lyle salva Josh da un rapinatore vagabondo e dimostra il suo talento canoro. La matrigna e poi il padre di Josh alla fine scoprono l’esistenza di Lyle e, sebbene inizialmente siano terrorizzati da lui, si legano a Lyle al suo hobby preferito. Un giorno, Hector torna a casa per rivedere Lyle, poiché un accordo prevede che possa vivere nella casa quindici giorni all'anno. Fa un altro tentativo per convincere Lyle a esibirsi sul palco, ma fallisce poiché Lyle ha ancora l'ansia da palcoscenico.
Nel frattempo, il signor Grumps, l'ostile e lamentoso vicino dei Primms al piano di sotto, è infastidito dalla rumorosa attività dei suoi nuovi vicini. Determinato a farla finita, fa installare delle telecamere per scoprire cosa sta succedendo, ma riesce a raggiungere il suo obiettivo corrompendo Hector per catturare Lyle in cambio di soldi per pagare i suoi debiti. Lyle non è in grado di convincere le autorità della sua natura benevola a causa della sua paura di cantare davanti al pubblico, e viene rinchiuso nello zoo della città. Sentendosi in colpa per quello che ha fatto a Lyle, Hector va a portarlo fuori dallo zoo con l'aiuto di Josh. Hector e Lyle si riconciliano prima che Lyle scappi con Josh al talent show mentre Hector distrae le autorità. Sul palco, Lyle dopo essere stato spronato da Josh che inizia a cantare, riesce a superare la sua paura del palcoscenico e grazie al suo talento canoro riesce ad entusiasmare il pubblico.
Un mese dopo, si tiene un processo per determinare se Lyle possa essere libero o meno. Il giudice alla fine decide di pronunciarsi sul signor Grumps a favore di Lyle, poi Hector rivela che il signor Grumps gli aveva rubato i documenti che dimostrano che l'atto di casa sua è stato scritto da sua nonna materna, che ha costruito la casa e ha fondato lo zoo di New York City dove era precedentemente tenuto Lyle, permettendole di tenere animali esotici come animali domestici. Dopo il processo, i Primm celebrano la libertà di Lyle portandolo in vacanza, mentre Hector conosce un nuovo animale di talento: Malfoy, un serpente a sonagli beatboxing di proprietà di Trudy, amica di Josh.

## Produzione
Il talento di Mr. Crocodile è l'adattamento cinematografico dell'omonimo libro di Bernard Waber. 
Nel maggio del 2021 è stato annunciato lo sviluppo del film, con Will Speck e Josh Gordon alla regia e William Davies alla sceneggiatura
Le riprese si sono svolte a New York e a Marietta, in Georgia.
Le canzoni originali della pellicola sono state scritte dai produttori esecutivi Benj Pasek e Justin Paul, insieme a Ari Afsar, Emily Gardner, Xu Hall, Mark Sonnenblick e Joriah Kwamé. Sono state principalmente cantate da Shawn Mendes, che ha anche doppiato il protagonista, il coccodrillo Lyle.

## Promozione
Il trailer è stato diffuso online il 22 giugno 2022.

## Distribuzione
Il film è stato distribuito nelle sale cinematografiche statunitensi a partire dal 7 ottobre 2022, mentre in quelle italiane dal 27 ottobre.